# Raionul Korosten, Jîtomîr
Korosten (în ucraineană Коростенський район, transliterat: Korostenskîi raion) este un raion în regiunea Jîtomîr, Ucraina. Are reședința la Korosten.
Are o suprafață de 10.897,6 km². Populația este de 251.208 locuitori, determinată în 2022, prin bilanț demografic[*].